# Festival del Ovecha Ragué
El Festival Ovecha Ragué de la Artesanía es una de las fiestas populares más importantes de Paraguay y se desarrolla todos los años desde 1989 en la ciudad de San Miguel, departamento de Misiones, situada a 178 kilómetros al sur de Asunción.
La programación incluye festival artístico, exposición artesanal, desfile de caballería, destreza de jinetes y un encuentro ameno en torno a las comidas típicas como el asado a la criolla, locro, batiburrillo, chastaca, ryguasu ka’ẽ (pollo al horno), sopa paraguaya y otras delicias.

## Artesanía

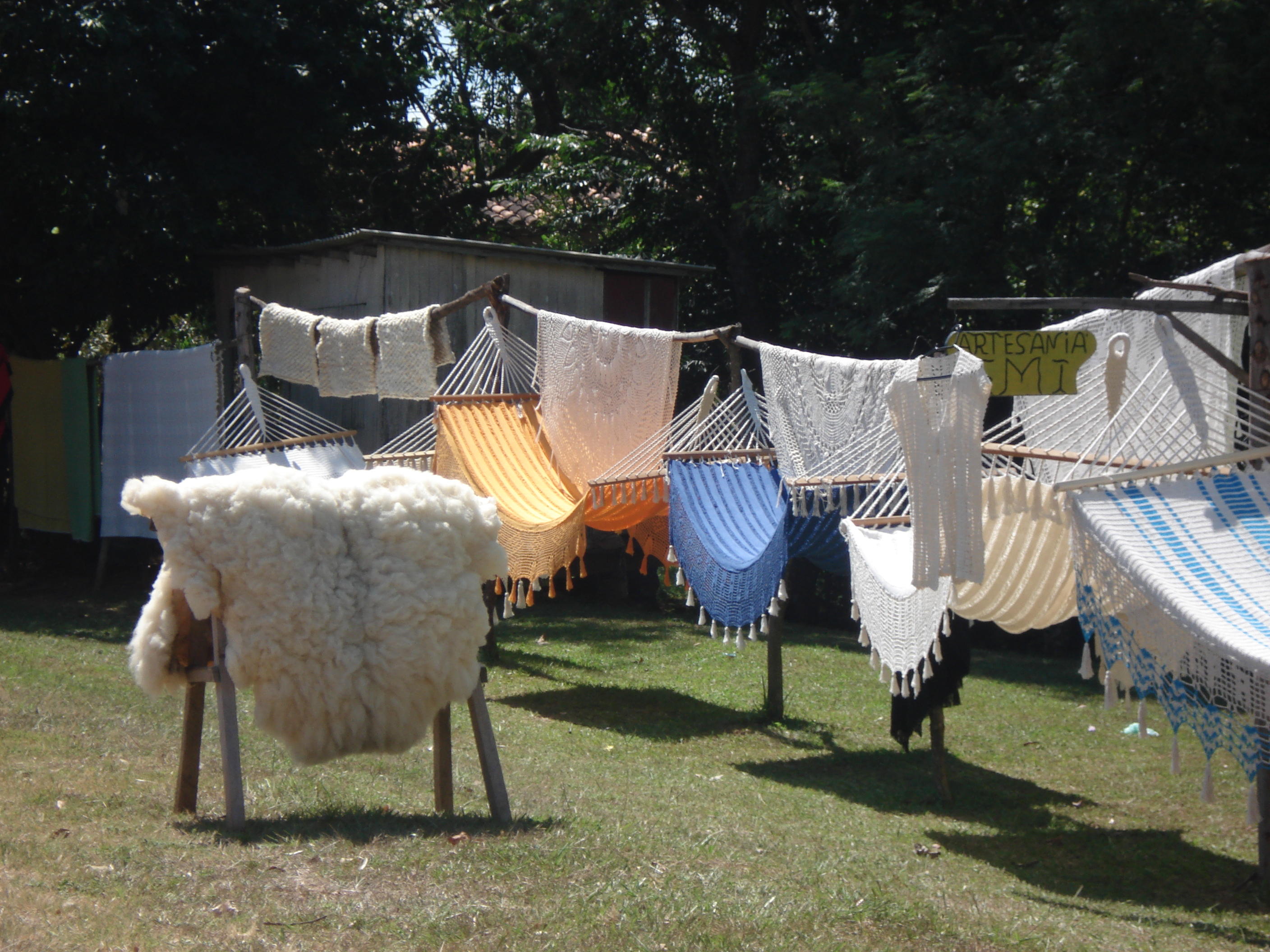
Artículos hechos a base de lana de oveja durante el Festival del Ovecha Ragué.

Durante el Festival del Ovecha Ragué unos 56 gremios de artesanos de diferentes rubros exponen sus productos al público. Durante el festival se puede apreciar y adquirir artesanías tales como la cerámica, la filigrana, el ñandutí, ao po'i, artesanía indígena, trabajos en cuero, tallados en madera y muchas otras expresiones del arte tradicional.
Cabe destacar que la ciudad de San Miguel se distingue por la producción de artesanías hechas en lana, como frazadas, ponchos, mantas y una gran variedad de opciones para la familia y el hogar.

## Artes y espectáculos

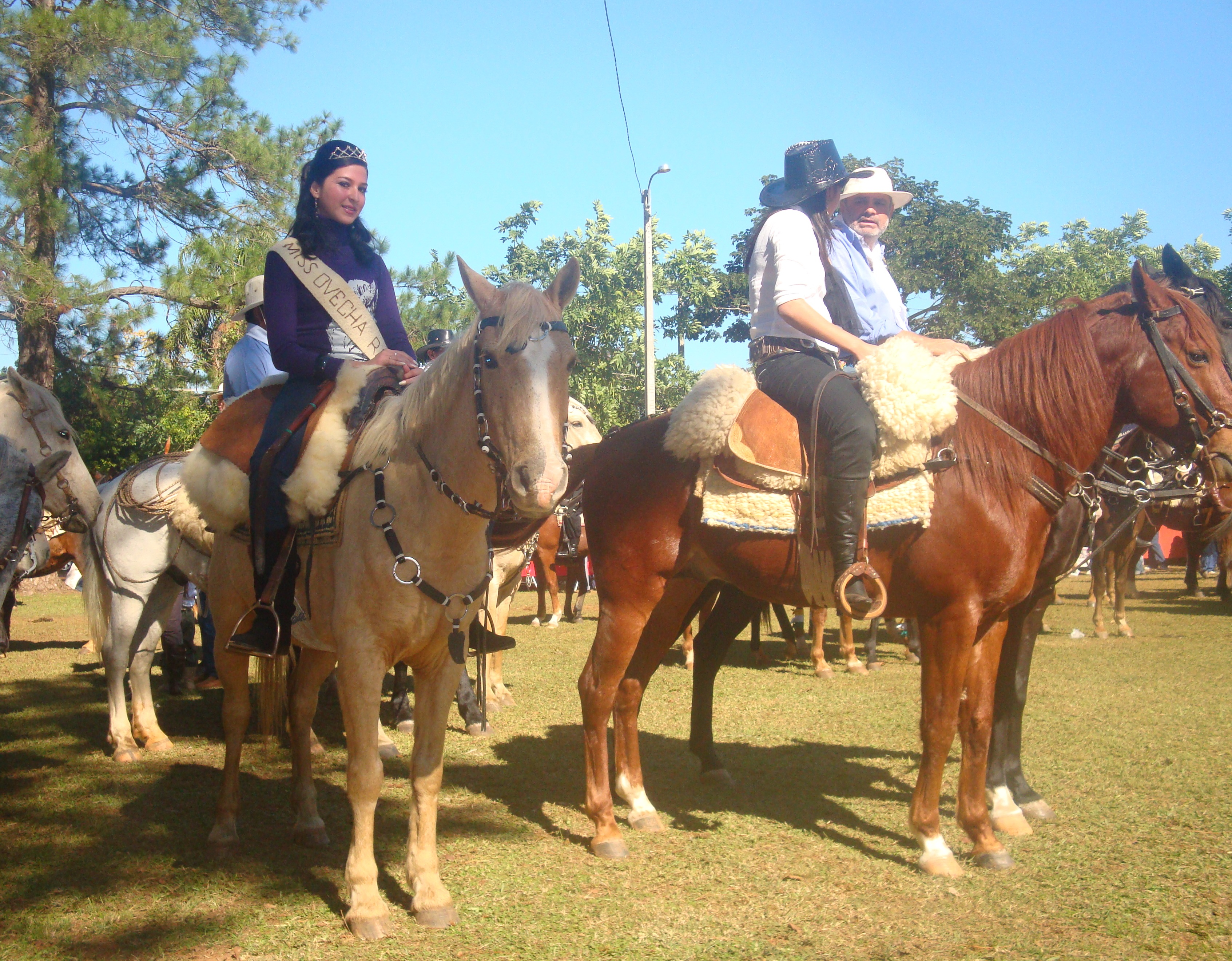
Miss Ovecha Ragué.

Durante el festival, la ciudad de San Miguel recibe la visita de miles de turistas procedentes de todo Paraguay y delegaciones de Argentina y países limítrofes.
El evento oficial de lanzamiento se desarrolla en la plaza central con un desfile de la caballería misionera, acompañado de bandas y coloridas paradas de estudiantes de las diferentes instituciones educativas del departamento de Misiones. Acuden además, autoridades del ámbito turístico y celebridades nacionales. Las actividades se desarrollan durante varios días.
- Datos: Q5861348